# بخش گاوریلوفو-پوسادسکی
بخش گاوریلوفو-پوسادسکی (به لاتین: Gavrilovo-Posadsky District) یک منطقهٔ مسکونی در روسیه است که در استان ایوانوف واقع شده‌است.